# کورتز، فلوریدا
کورتز (به انگلیسی: Cortez) یک منطقهٔ مسکونی در ایالات متحده آمریکا است که در شهرستان ماناته، فلوریدا واقع شده‌است. کورتز ۱۳٫۳ کیلومتر مربع مساحت و ۴٬۴۹۱ نفر جمعیت دارد و ۱ متر بالاتر از سطح دریا واقع شده‌است.